# CSA Steaua București (handbal)
Steaua MFA București este un club de handbal masculin din București, România. Aparține de CSA Steaua București.

## Palmares

### Național
- Liga Națională:
  - Campioni (28 record): 1963, 1967, 1968, 1969, 1970, 1971, 1972, 1973, 1974, 1975, 1976, 1977, 1979, 1980, 1981, 1982, 1983, 1984, 1985, 1987, 1988, 1989, 1990, 1994, 1996, 2000, 2001, 2008
- Campionatul României (în 11 jucători):
  - Campioni (7): 1950, 1951, 1952, 1954, 1955, 1957, 1961
- Cupa României
  - Câștigători (9): 1981, 1985, 1990, 1997, 2000, 2001, 2007, 2008, 2009
- Cupa României (în 11 jucători)
  - Câștigători (1) : 1949

### Internațional
- Liga Campionilor EHF:
  - Câștigători (2): 1968, 1977
  - Finaliști (2): 1971, 1989
  - Semifinalistă (3): 1970, 1975, 1986

- Cupa Challenge EHF:
  - Câștigători (1): 2006

- Cupa Cupelor EHF:
  - Semifinalistă (1): 2010

- Cupa EHF:
  - Semifinalistă (2): 1993, 1994

## Echipa

### Echipa din sezonul 2017–18
| Portari - Tudor Stănescu - Mohsen Babasafari - Mihai Merlă Mijlocasi Dreapta - Miloš Kostadinović - Ionuț Georgescu Stanga - Gabriel Florea - Alin Roșu Benzi - Mihai Becheru - Martin Johansson - Ghiță Irimescu | Atacanti de varf - Marius Stavrositu - Stefan Vujić - Marin Vegar - Samvel Aslanyan - Răzvan Răpciugă - Nicusor Ungureanu - Octavian Bizău - Alexandru Dascălu |

## Foști jucători celebri
- Marian Dumitru
- Dan Rosescu
- Ciprian Beșta
- Cornel Oțelea
- Alexandru Buligan
- Aurel Bulgariu
- Olimpiu Nodea
- Gheorghe Gruia
- Ion Popescu
- Cristian Gațu
- Hansi Schmidt
- Alexandru Dincă
- Gabriel Kicsid
- Otto Tellman
- Josef Jakob
- Mihai Marinescu
- Gheorghe Goran
- Ștefan Birtalan
- Cezar Drăgăniṭă
- Werner Stöckl
- Constantin Tudosie
- Radu Voina
- Iulian Stamate
- Vasile Stîngă
- Nicolae Munteanu
- Adrian Ghimeș
- Dumitru Berbece
- Ion Belu
- Adrian Simion
- Alexandru Dedu
- Viorel Mazilu
- Alin Șania
- Božidar Nadoveza
- Obrad Ivezić
- Boško Rudić
- Marius Novanc
- Ionuț Georgescu
- Silviu Băiceanu
- Rodrigo Salinas Muñoz
- Guillermo Corzo

## Staff tehnic
- Nedeljko Matic - Antrenor principal
- Ștefan Laufceac - Antrenor secund
- Cezar Călin - Medic
- Radu Leca - Asistent medical
- Gheorghe Dragăn - Fizioterapeut

## Antrenori emeriți
- Ioan Kunst-Ghermănescu (1964)

- Cornel Oțelea (1984)

- Olimpiu Nodea (1992)

- Radu Voina (1992)

- Gheorghe Ionescu (1999)

- Vasile Stângă (2007)

- Nicolae Munteanu (2007)

## Maeștri emeriți ai sportului
| - Aurel Bulgariu (1961) - Olimpiu Nodea (1961) - Otto Tellmann (1961) - Cornel Oțelea (1964) - Iosif Iacob (1964) - Alexandru Dincă (1970) - Gheorghe Goran (1970) - Cristian Gațu (1970) - Mihai Marinescu (1970) | - Ion Popescu (1970) - Gavril Kicsid (1970) - Ștefan Birtalan (1974) - Radu Voina (1974) - Werner Stöckl (1974) - Constantin Tudosie (1974) - Ștefan Orban (1977) - Cezar Drăgăniță (1977) - Nicolae Munteanu (1977) | - Vasile Stângă (1977) - Petre Constantin (1992) - Adrian Ghimeș (1992) - Dumitru Berbece (1992) - Marian Dumitru (1992) - Liviu Ianos (1997) - Ion Belu (2002) - Adrian Simion (2004) |